# Strade provinciali della provincia di Ancona
Questo è un elenco delle strade provinciali presenti sul territorio della provincia di Ancona, e di competenza della provincia stessa:
| Numero  | Denominazione                                                 |
| ------- | ------------------------------------------------------------- |
| SP 1    | del Conero                                                    |
| SP 2    | Sirolo - Senigallia                                           |
| SP 2/1  | Sirolo - Senigallia (Braccio di Marina di Montemarciano)      |
| SP 2/4  | Sirolo - Senigallia (Braccio Variante Gabella)                |
| SP 3    | della Val Musone                                              |
| SP 3/1  | della Val Musone (Braccio della Codarda)                      |
| SP 3/6  | della Val Musone (Braccio di Squartabue)                      |
| SP 4    | del Vallone                                                   |
| SP 5    | Osimana                                                       |
| SP 6    | Ancona - Montesicuro - Offagna                                |
| SP 7    | Cameranense                                                   |
| SP 8    | di Filottrano                                                 |
| SP 9    | Castelferretti - Montecarotto                                 |
| SP 9/1  | Castelferretti - Montecarotto (Braccio di Pianello Vallesina) |
| SP 10   | Camerano - Loreto                                             |
| SP 11   | dei Castelli                                                  |
| SP 11/3 | dei Castelli (Braccio ex Cuprense)                            |
| SP 12   | Corinaldese                                                   |
| SP 13   | di Morro                                                      |
| SP 13/1 | di Morro (Braccio di San Marcello)                            |
| SP 14   | Senigallia - Albacina                                         |
| SP 14/1 | Senigallia - Albacina (Braccio di Nidastore)                  |
| SP 14/2 | Senigallia - Albacina (Braccio delle Stelle)                  |
| SP 14/3 | Senigallia - Albacina (Braccio di Domo)                       |
| SP 15   | di Genga                                                      |
| SP 16   | di Sassoferrato                                               |
| SP 16/2 | di Sassoferrato (Braccio del Termine)                         |
| SP 17   | dell'Acquasanta                                               |
| SP 18   | Jesi - Monterado                                              |
| SP 19   | della Val Cesano                                              |
| SP 20   | di Montemarciano                                              |
| SP 21   | della Barchetta                                               |
| SP 21/1 | della Barchetta (Braccio della Chiusa)                        |
| SP 22   | dei Trinquelli                                                |
| SP 22/1 | dei Trinquelli (Braccio di Colleponi)                         |
| SP 23   | Svarchi                                                       |
| SP 24   | Bellaluce                                                     |
| SP 25   | Osimo Stazione                                                |
| SP 25/1 | Osimo Stazione (Braccio lato Ancona)                          |
| SP 26   | di Castelfidardo                                              |
| SP 27   | Incagiata                                                     |
| SP 28   | di Montegallo                                                 |
| SP 31   | Castellaro - Marzocca                                         |
| SP 33   | di Castelferretti                                             |
| SP 34   | di Camerata Picena                                            |
| SP 34/1 | di Camerata Picena (Braccio Piane di Camerata)                |
| SP 35   | di San Paolo                                                  |
| SP 35/2 | di San Paolo (Braccio di San Vittore)                         |
| SP 36   | Monteroberto - Montecarotto                                   |
| SP 38   | di Montemurello                                               |
| SP 40   | di Castelplanio                                               |
| SP 41   | Belvedere Ostrense - Brugnetto                                |
| SP 41/1 | Belvedere Ostrense - Brugnetto (Braccio di Filetto)           |
| SP 42   | Ostra - Corinaldo                                             |
| SP 43   | di Barbara                                                    |
| SP 44   | di Castiglioni                                                |
| SP 45   | di Farneto                                                    |
| SP 46   | di Cerreto                                                    |
| SP 47   | di Montecucco                                                 |
| SP 48   | di Cabernardi e Montelago                                     |
| SP 50   | Saltregna                                                     |
| SP 51   | di Fiumicello                                                 |
| SP 76   | della Val d'Esino                                             |
| SP 77   | della Val di Chienti                                          |
| SP 256  | Muccese                                                       |
| SP 360  | Arceviese                                                     |
| SP 361  | Septempedana                                                  |
| SP 362  | Jesina                                                        |
| SP 424  | Pergolese                                                     |
| SP 502  | di Cingoli                                                    |

## Fonte
- Sito ufficiale (PDF), su provincia.ancona.it.